# Cantó de Puèglaurenç
El cantó de Puylaurens és un cantó del departament francès del Tarn, a la regió d'Occitània. Està inclòs al districte de Castres i té 10 municipis. El cap cantonal és Puèglaurenç.

## Municipis
- Apèla
- Bèrtre
- Blan
- Cambonet de Sòr
- L'Empèut
- L'Escot
- Podiç
- Puèglaurenç
- Sant German dels Prats
- Sant Sarnin de la Vaur

## Història
| Data d'elecció                           | Identitat         | Partit                       | Qualitat |
| ---------------------------------------- | ----------------- | ---------------------------- | -------- |
| 1982-1988                                | Louis Maravejouls | UDF                          |          |
| 1988-1994                                | Louis Fournès     | PS                           |          |
| 1994-2001                                | Louis Latger      | RPR                          |          |
| 2001-                                    | Anne Laperrouze   | Divers droite, després MoDem |          |
| les dades anteriors no són pas conegudes |                   |                              |          |
|                                          |                   |                              |          |

## Demografia
| 1962  | 1968  | 1975  | 1982  | 1990  | 1999  | 2006  |
| ----- | ----- | ----- | ----- | ----- | ----- | ----- |
| 4.965 | 5.301 | 5.196 | 5.420 | 5.893 | 6.181 | 6.874 |